# Estadi Tomás Adolfo Ducó
L'Estadi Tomás Adolfo Ducó, també conegut com El Palacio o Palacio Ducó, és un estadi de futbol de la ciutat de Buenos Aires, al barri de Parque Patricios, a l'Argentina.
És la seu del Club Atlético Huracán i té una capacitat per a 48.314 espectadors.
El camp va ser inaugurat el 1924 amb el nom Estadi Jorge Newbery, referint a un aviador argentí, i totalment refet el 1949, canviant el nom a Tomás Adolfo Ducó, president del club Huracán.

## Referències

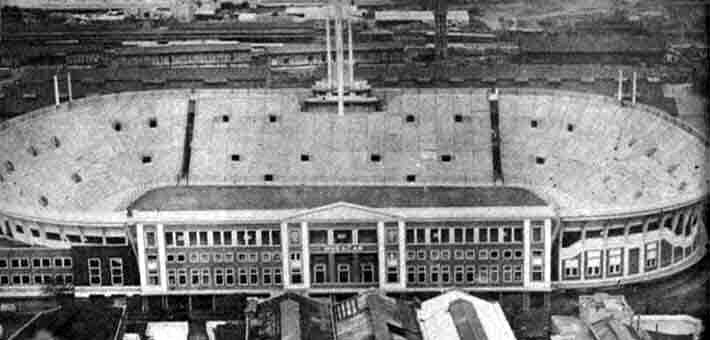
L'estadi remodelat el dia de la seva inauguració, 1949.

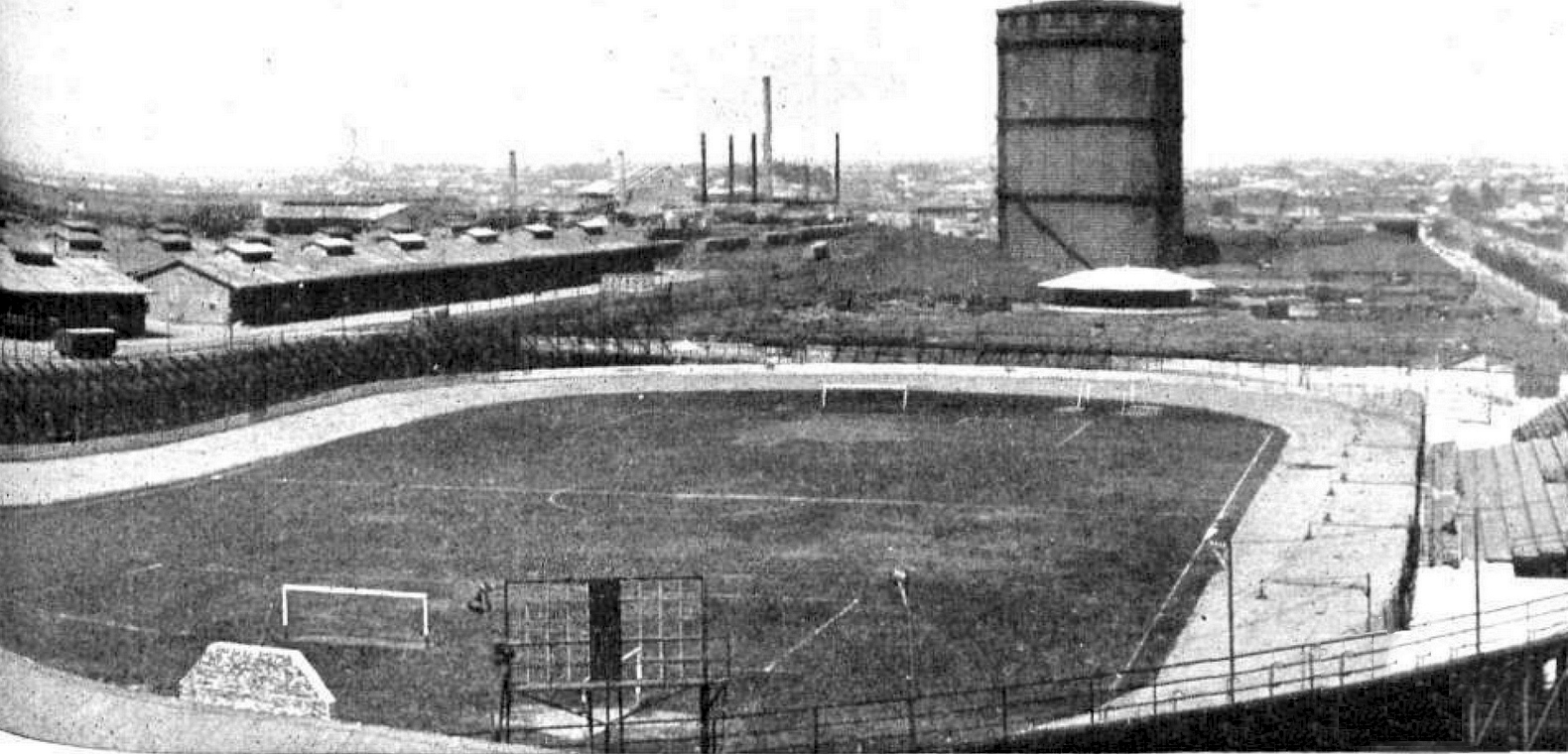
L'estadi el 1937.